# NGC 369
NGC 369 ist eine Balken-Spiralgalaxie vom Hubble-Typ SBb im Sternbild Walfisch südlich der Ekliptik. Sie ist schätzungsweise 280 Millionen Lichtjahre von der Milchstraße entfernt und hat einen Durchmesser von etwa 80.000 Lichtjahren. 

Im selben Himmelsareal befinden sich u. a. die Galaxien IC 1622 und IC 1623.
Das Objekt wurde am 9. Oktober 1885 von dem US-amerikanischen Astronomen Francis Preserved Leavenworth entdeckt.